# Rio Una (Rio de Janeiro)
O rio Una é um curso d'água que banha principalmente os municípios de Cabo Frio e São Pedro da Aldeia, no estado do Rio de Janeiro. Sua foz está localizada em Cabo Frio, na praia de Unamar, em uma área da Marinha próxima do limite com o município de Armação dos Búzios. O rio possuí vital importância para a agropecuária local e, devido a criação de canais artificiais, viabiliza a drenagem de grandes áreas de baixada onde se localiza.

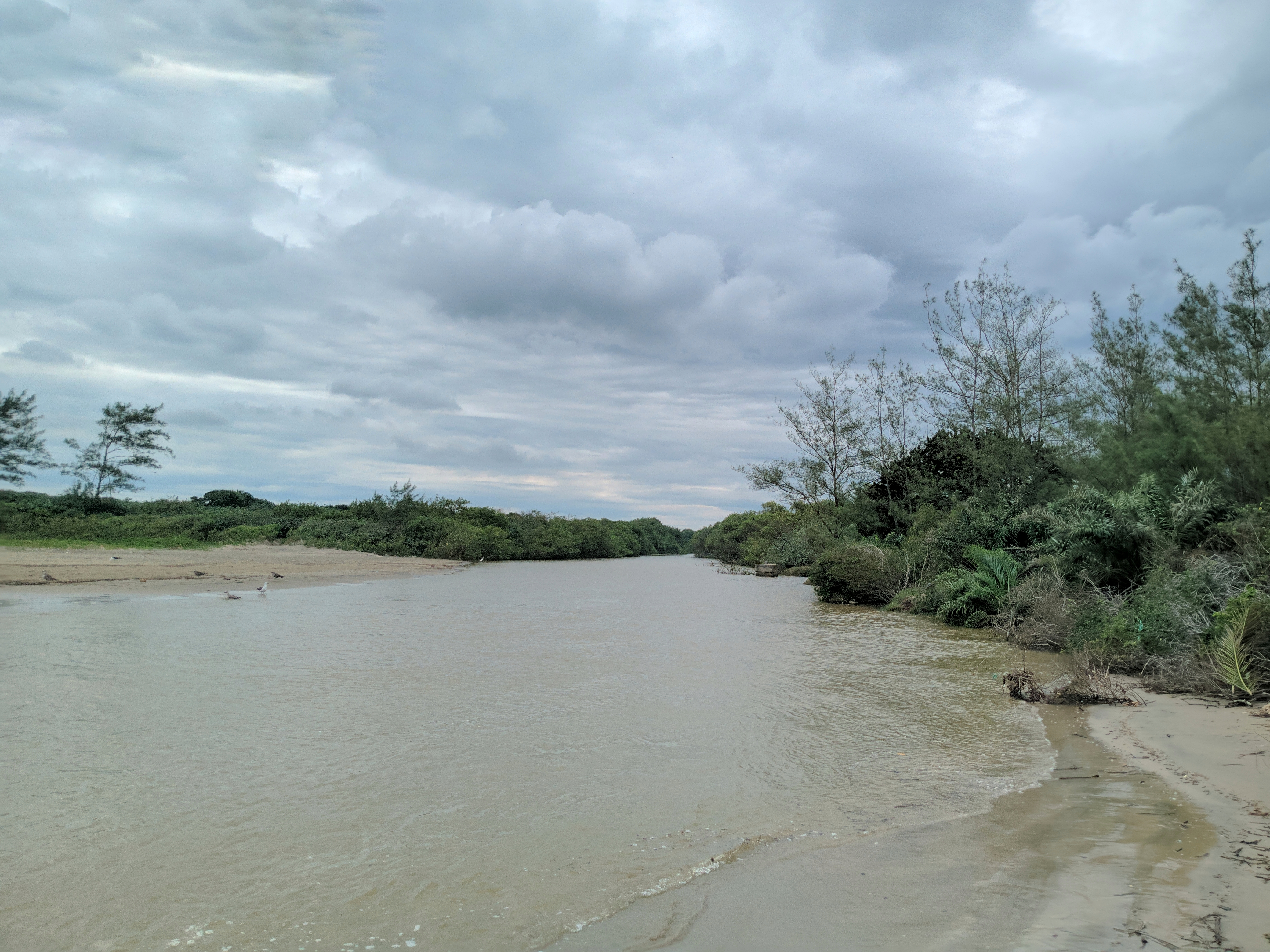
Foz do Rio Una, em Cabo Frio (RJ)

## Hidrografia
O rio Una tem como formador o Rio Godinho, que nasce em Araruama com o nome de Córrego do Poço, próximo a Via Lagos. A nascente do rio se dá em pouco mais de 130 metros de altitude, morro de Igarapiapunha, em Araruama, próximo ao limite com o município de Iguaba Grande. O trecho inicial, na zona de colinas, o rio Una recebe os rios Conceição e o Carijó (Carijojó), que no seu trajeto passa pela vila de São Vicente de Paulo. Logo depois da confluência com o Carijó, o Una ingressa na baixada e segue por 23 km até atingir a foz. Ao longo do percurso pela baixada recebe, pela margem esquerda, pequenos córregos e a vala do Marimbondo e, pela margem direita, os canais também retificados dos rios Papicu e Frecheiras, do córrego do Retiro e a uma longa vala com mais de 11 km que drena a totalidade do brejo Paraúna e outros a jusante, situados a oeste do cabo de Búzios e que se estendem até o Peró, em Cabo Frio. Seu curso ao longo da baixada é uma sucessão de quatro retas até a estrada RJ 106. A partir daí o canal faz um trajeto em formato de meia lua até desaguar na praia de Unamar, dentro de uma propriedade da marinha, 5 km ao norte da ponta do Pai Vitório.
O Rio Una é o principal rio da bacia hidrográfica do Rio Una, que compreende uma área de 480 km2 A bacia limita-se ao norte e oeste com a bacia hidrográfica do Rio São João, e a sudeste com microbacias e lagoas no Cabo de Búzios. A região abarca os municípios de Armação dos Búzios, Cabo Frio, São Pedro da Aldeia, Iguaba Grande e Araruama. O relevo encontrado na bacia hidrográfica é predominante plano, dominado por colinas baixas e planícies. Com grande destaque à baixada onde o rio Una percorre a sua maior extensão.
Toda a bacia hidrográfica foi amplamente modificada pela ação humana. Existiam grandes brejos e alagados na área da baixada onde forma-se o rio Una, porém com ações do DNOS (Departamento Nacional de Obras e Saneamento) após os anos de 1940, foram em grande parte drenados, com o objetivo de combater a malária e possibilitar a plantação de arroz. Proprietários rurais, prefeituras e empresas mobiliárias também participaram desse processo, com escavação de canais de drenagem que percorrem o rio Una e alguns de seus afluentes. Suspeita-se da existência de lagoas que resistiram a drenagem da baixada. Examinando mapas e documentos antigos descobre-se que o Una lançava suas águas em grandes brejos na região da baixada, após as zonas das colinas e voltava a ter o leito aparente em regiões perto da foz. Existiam ali, antes das drenagens, grandes pantanais.
O rio Una é um rio perene, ou seja, mantém o seu leito aparente durante o ano inteiro, porém alguns de seus afluentes tornaram-se intermitentes devido ao desmatamento das matas ciliares e a falta de proteção das nascentes, alguns deles com leitos secos durantes os períodos de estiagem

## Usos das Águas
O rio Una é usado principalmente para a irrigação de terras agrícolas através de canais que se estendem por toda extensão do rio. Existe também a importância das águas do rio para a manutenção da biodiversidade local. Outros usos são a recreação e a pesca, em menor grau de valor econômico. O Rio Una e seus braços são de vital importância para a atividade agropecuária local, que se resume a criação de gado e o cultivo de pequenas lavouras. A pastagem cobre boa parte da área da extensão do curso d'água e as áreas úmidas que percorrem os canais do rio também são utilizadas pelo pasto em várzea.
O rio Una já foi utilizado para navegação na época do Brasil colônia, servindo para o transporte o transporte da produção da fazenda Campos Novos para o Rio de Janeiro, mas não é mais viável o transporte de carga nas regiões produtoras rurais. A região situada próxima a foz do rio não é usada para navegação, pois está em área protegida pela Marinha do Brasil. Em 1934, o rio foi descrito por um documento da Comissão de Saneamento da Baixada Fluminense como sendo de pouca profundidade, permitindo a navegação apenas em marés de sizígia. A navegação poderia se estender até a região de Campos Novos, alguns quilômetros de distância da foz do Rio Una. Atualmente, depois de obras do DNOS, seria possível a navegação em certas partes com profundidade de 3 metros, algumas em áreas protegidas.
Há ainda o uso extensivo para a drenagem de águas pluviais, através certos córregos que percorrem grande parte do segundo distrito de Cabo Frio e deságuam no canal principal do curso d'água. A drenagem impede a criação de brejos e de regiões alagadas durante os períodos chuvosos.

## Questões Ambientais
O ecossistema do rio Una seguem ameaçados por ações antrópicas, principalmente pela canalização, despejos de esgoto, poluição agrícola e invasão das margens. Tais ações humanas podem afetar diretamente as 48 espécies de peixes e outras diversas espécies de crustáceos, como o uçá, guaiamum e aratu, Além dos manguezais do rio.

#### Salinização
O rio Una sofre de certos processos de salinização durante períodos de seca. Os sais se acumulam em trechos do rio longe da foz, devido a escassez de água. Em alguns desses trechos, o índice de salinidade chega a atingir 48g/kg, sendo maior do que os índices de salinidade encontrados no Oceano Atlântico, de cerca de 35g/kg. Com a água hipersalina, é inviável o cultivo de pasto nos rios da baixada, e com isso a agropecuária local é prejudicada.
Trabalhos de reflorestamento da mata ciliar são sugeridos para diminuir os impactos causadas pela salinização do rio em tempos de seca. O posicionamento de comportas em canais de maior risco pode ser uma solução viável a curto prazo, mas ainda não há estudos que discutam os riscos e os benefícios para o meio ambiente e a agropecuária regional.

#### Mata ciliar e o desmatamento
Os trechos mais saudáveis do rio Una são aqueles que se encontram em preservação, na localidade da Marinha, onde a mata ciliar e a fauna local encontram-se praticamente intactas. O desmatamento das matas ciliares se estende por quilômetros e dão lugar a áreas de pasto e canais sem a vegetação ripícola nativa. Existem vestígios dos grandes pântanos que se espalhavam pelas redondezas do rio. É possível relatar também a destruição da savana estépica para criação de áreas de pastagens, o desmatamento das cobre quase toda a área de influência do Rio Una nas baixadas.

#### Lixões e aterros
A área da bacia hidrografia possuí um aterro sanitário que recebe os resíduos gerados pela região. Existem também dois lixões, um em Búzios e outro em Cabo Frio, que se localiza em uma área onde é possível certa contaminação em áreas pântanos da região.